# Gymnázium Roudnice nad Labem
Gymnázium Roudnice nad Labem je jedna z podřipských středních škol. Bylo založeno v září 1877 jako Obecné reálné (osmileté) gymnázium a jde tudíž o jedno z nejstarších českých gymnázií s bohatou historií. Škola dnes sídlí v Havlíčkově ulici, v Roudnici nad Labem, právě v té budově, kde bylo gymnázium založeno. V průběhu let sídlilo gymnázium také v budově dnešní 2. ZŠ Roudnice nad Labem, v Jungmannově ulici, ale v polovině 50. let 20. století se přestěhovalo zpět do historické budovy v Havlíčkově ulici.

## Historie

### Počátky
V 19. století chyběla na Podřipsku česká střední škola. Kdo chtěl studovat střední školu, musel dojíždět do německého gymnázia v Litoměřicích, nebo do českého gymnázia ve Slaném. Na počátku 60. let 19. století začali podřipští vlastenci, starosta Roudnice nad Labem a lékárník František Zinke, Dr. Josef Václavík a redaktor časopisu Podřipan a pozdější starosta Ervín Špindler svou snahu o založení českého gymnázia. V letech 1866 až 1868 byla postavena nová budova obecných škol, situovaná naproti proboštskému chrámu Narození Panny Marie.
V prosinci roku 1876 byla podána do Prahy a do Vídně žádost o povolení zřídit v Roudnici nad Labem čtyřtřídní reálné gymnázium.
První školní rok reálného gymnázia byl zahájen 17. září 1877 jako čtyřtřídní. Od školního roku 1881/82 se roudnické gymnázium stalo úplným, tedy osmiletým, s názvem školy: Obecné reálné a vyšší gymnázium.
Budova v Havlíčkově ulici přestávala kapacitně stačit, proto bylo rozhodnuto o stavbě nové školní budovy na konci Mezibranské ulice (dnes Jungmannovy ulice), naproti kapli sv. Josefa, (dnešní budova 2. ZŠ Roudnice nad Labem) od začátku školního roku 1883/84.
Během působení ředitele Františka Xavera Prusíka byl od roku 1878 na gymnáziu zřízen podpůrný spolek s názvem Matice studentská, s cílem finančně i hmotně podporovat nemajetné studenty.

### Konec 19. století

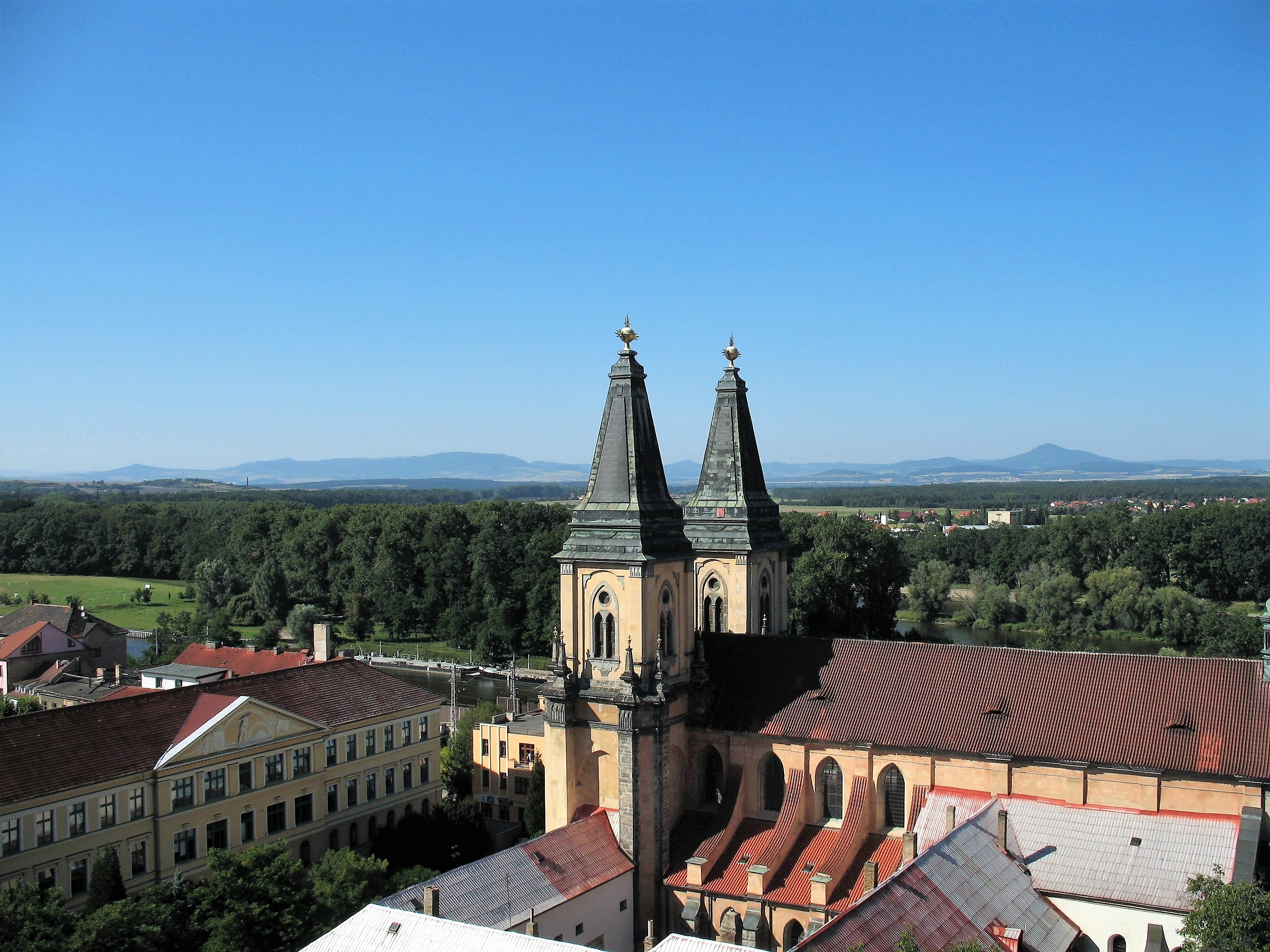
Pohled ze zvonice na augustiniánský klášter s kostelem Narození Panny Marie, vlevo gymnázium

Od 1. září 1893 dostává gymnázium nový titul: Státní c. k. gymnázium.
Začátkem první světové války byli studenti nejvyšších ročníku cvičeni ve střelbě.
V listopadu 1914 bylo přijato do školy 25 žáku z haličských středních škol.
Žáci, kteří byli povoláni na frontu, skládali předčasně zkoušky = válečné maturity.

### Československá republika
6. listopadu 1918 gymnázium přestalo být c. k., stalo se československé.
V letech 1931–1934 výrazně vzrostl zájem o studium na gymnáziu, počet žáku rychle stoupal, budova školy nestačila.
23. září 1938 byla vyhlášena všeobecná mobilizace, někteří profesoři byli povoláni do vojenské služby. Po mnichovském diktátu se na roudnické gymnázium hlásili noví žáci, z krajů zabraných Němci.

### 2. světová válka a Protektorát Čechy a Morava
V roce 1940 bylo do Roudnice nad Labem přemístěno 123 žáku z litoměřického gymnázia.

#### Heydrichiáda
První obětí Heydrichovy vlády se stal profesor dějepisu a zeměpisu Miloslav Broft, který byl 9. října 1941 zatčen tajnou státní policií a umučen v koncentračním táboře v Osvětimi.
Dne 20. června 1942 německé protektorátní četnictvo obsadilo budovu. Studenti i studentky sexty a septimy byli, přímo ze školních lavic, převezeni do malé pevnosti v Terezíně, kde byli vyslýcháni. Později byli přemístěni do jiných koncentračních táborů či na nucené práce. Pouze někteří z nich se ještě během války vrátili domu. Devět studentů nepřežilo:
- Otomar Fabián
- Vladimír Adamec
- Karel Dvořák
- Ivo Karfík
- Bohumil Kratochvíl
- Miroslav Kukuk
- Miroslav Lácha
- Karel Švojgr
- Sylva Rajtrová.

Pronásledován a vězněn za své čestné a vlastenecké smýšlení, byl i katecheta Josef Pikora. Ke své učitelské práci se mohl vrátit, podobné jako někteří další suspendovaní profesoři, až po skončení války.

### Po 2. světové válce
9. května 1945 byla budova při náletu zasažena bombou a těžce poškozena. 10. května 1945, Roudnice nad Labem uvítala příchod Rudé armády.
Školní rok 1945/46 byl prvním školním rokem v osvobozené vlasti. Byly napravovány křivdy fašistického režimu. V tomto školním roce dokončili studium a úspěšně odmaturovali všichni studenti věznění v době okupace. Před samotným zahájením školního roku bylo na počest nedávno zemřelého významného českého básníka Josefa Hory, absolventa školy z roku 1910, pojmenováno roudnické gymnázium Horovo reálné gymnázium. Název byl používán až do roku 1953.
Dne 24. dubna 1953 byl vyhlášen nový školský zákon, který reorganizoval všeobecně vzdělávací školy.
Na konci školního roku 1955/1956 se gymnázium přestěhovalo z budovy v Jungmannově ulici, kde bylo umístěno od roku 1883, do původní budovy v Havlíčkově ulici, kde bylo gymnázium v roce 1877 založeno. Od školního roku 1960/1961 se základní školy rozšířily znovu na devítileté a stejně tak jedenáctileté střední školy na dvanáctileté. Místo slova gymnázium byl používán název Střední všeobecně vzdělávací škola (SVVŠ).

### Rok 1968 a normalizace
Ve školním roce 1968/1969 druhý a třetí ročník pokračoval podle učebního plánu a osnov SVVŠ, první ročník zahájil studium podle učebního plánu nově zřízených čtyřletých gymnázií a škola se vrátila k názvu Gymnázium Roudnice nad Labem.
Na podzim roku 1985 byli ve škole státní bezpečností zatčeni všichni studenti 4. ročníků, čtyři nebyli propuštěni, po téměř dvou měsících vyšetřovací vazby stanuli neoprávněně před okresním soudem v Litoměřicích. Byli odsouzeni k podmíněným trestům podle paragrafu 260 odst. 1. Po politických změnách v listopadu 1989 byli všichni čtyři rehabilitováni.

### Po sametové revoluci

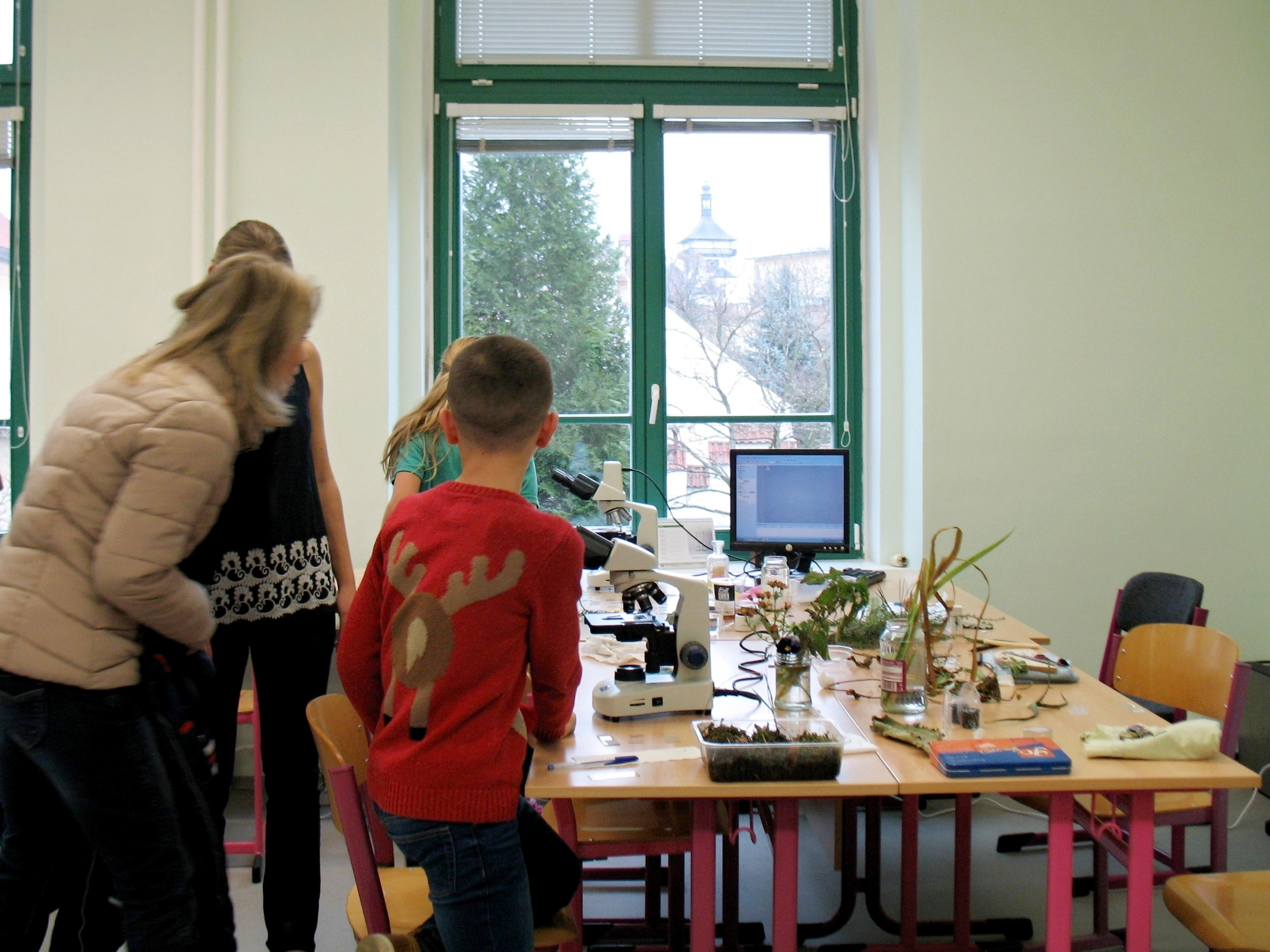
Den otevřených dveří v gymnáziu: návštěvnící sledují ukázky přírodovědeckých pokusů

Ve školním roce 1990/1991 zahájilo studium prvních třicet studentů v primě osmiletého gymnázia.
Po mnoha letech ve škole vznikl pod vedením profesora Jiřího Hořeního dívčí pěvecký sbor s názvem Zlatá střední. Sbor vystupoval nejen při školních akcích, ale uskutečnil i několik samostatných koncertů pro veřejnost.
Od roku 2001 je zřizovatelem školy Ústecký kraj. Současné studium je buď čtyřleté, nebo osmileté, vždy se všeobecným zaměřením.
Studium na gymnáziu přináší mimo jiné možnost podílet se na mezinárodní spolupráci škol. Podařilo se navázat kontakt s radou vzdělávacích institucí, například s německým Artland Gymnasium z Quakenbrücku, s francouzskou školou z Ruelle sur Touvre a také s Hondsrug College Emmen z Holandska.
V uplynulých letech řešila škola existenční otázky. Na nátlak vedení Ústeckého kraje škole hrozilo sloučení nejprve se střední zemědělskou školou, později s litoměřickým Gymnáziem Josefa Jugmanna.
V současné době je škola fakultní školou Přírodovědné fakulty Univerzity Karlovy.
Do dnešních dnu prošlo branami gymnázia mnoho známých osobností v oblasti kultury, umění, vědy nebo sportu.

## Ředitelé školy
- František Xaver Prusík
- František Rosický
- Josef Černý
- František Ruth
- PhDr. František Brdlík
- Karel Schättinger
- Antonín Jedlička
- Miloslav Broft
- Antonín Kalous
- Josef Pohl
- PhDr. Miloslava Frydrychová
- Mgr. Světla Lihmová
- Mgr. Miloslav Mann
- Mgr. Petr Dobeš
- Mgr. Zdenka Vachková

## Zástupci ředitele
- Karel Homolka
- PhDr. Miloslava Frydrychová
- Rudolf Láska
- Mgr. Světla Lihmová
- Mgr. Bořivoj Kačírek
- Ing. Antonín Hrádek
- Mgr. Petr Dobeš
- Mgr. Dagmar Antošová

## Významní učitelé
- Antonín Kalous – malíř
- Karel Rozum – zakladatel Podřipského muzea
- Karel Teige – muzikolog

## Významní absolventi
- Josef Hora – básník
- Fráňa Šrámek – básník
- František Tröster – výtvarník
- Max Dvořák – historik umění
- Bohumil Klepetko – televizní moderátor
- Zdeněk Ščasný – fotbalový trenér
- Pavlína Ščasná – fotbalistka
- Lenka Bradáčová – vrchní státní zástupkyně
- Jaroslav Kopáček – hudebník, filharmonik
- Tom Klár – houslista Národního divadla
- Jana Tomanová – spisovatelka
- Lenka Bydžovská – historička dějin umění
- Klára Melíšková – herečka
- Václav Hořejší – imunolog
- Jiří Hořejší – jaderný fyzik
- Beda Břicháček – vědec
- Leoš Dvořák – matematik
- Jaro Křivohlavý – profesor psychologie UK
- Marie Imbrová – diplomatka v Zimbabwe

## Fotogalerie

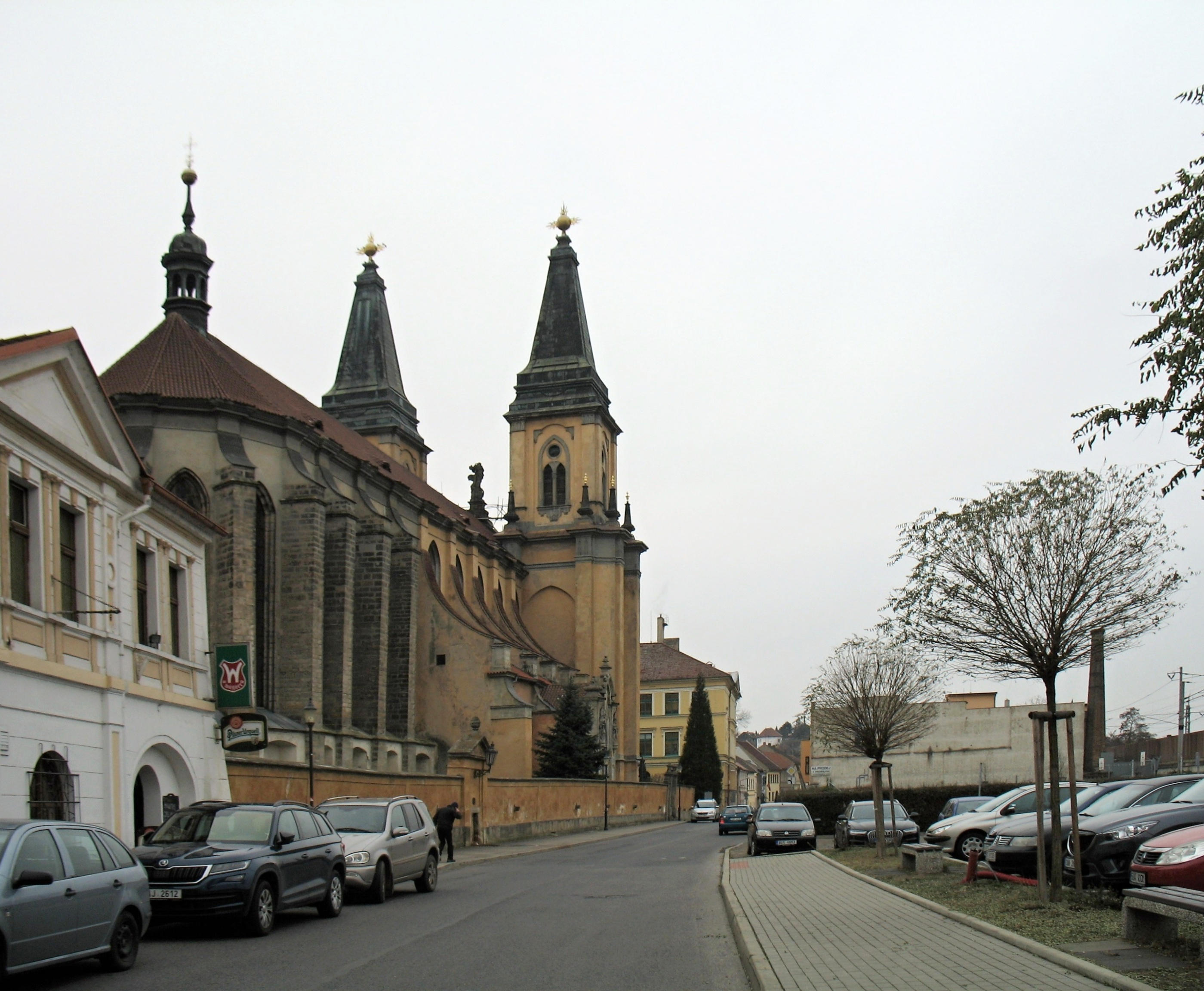
Pohled Havlíčkovou ulicí ke gymnáziu
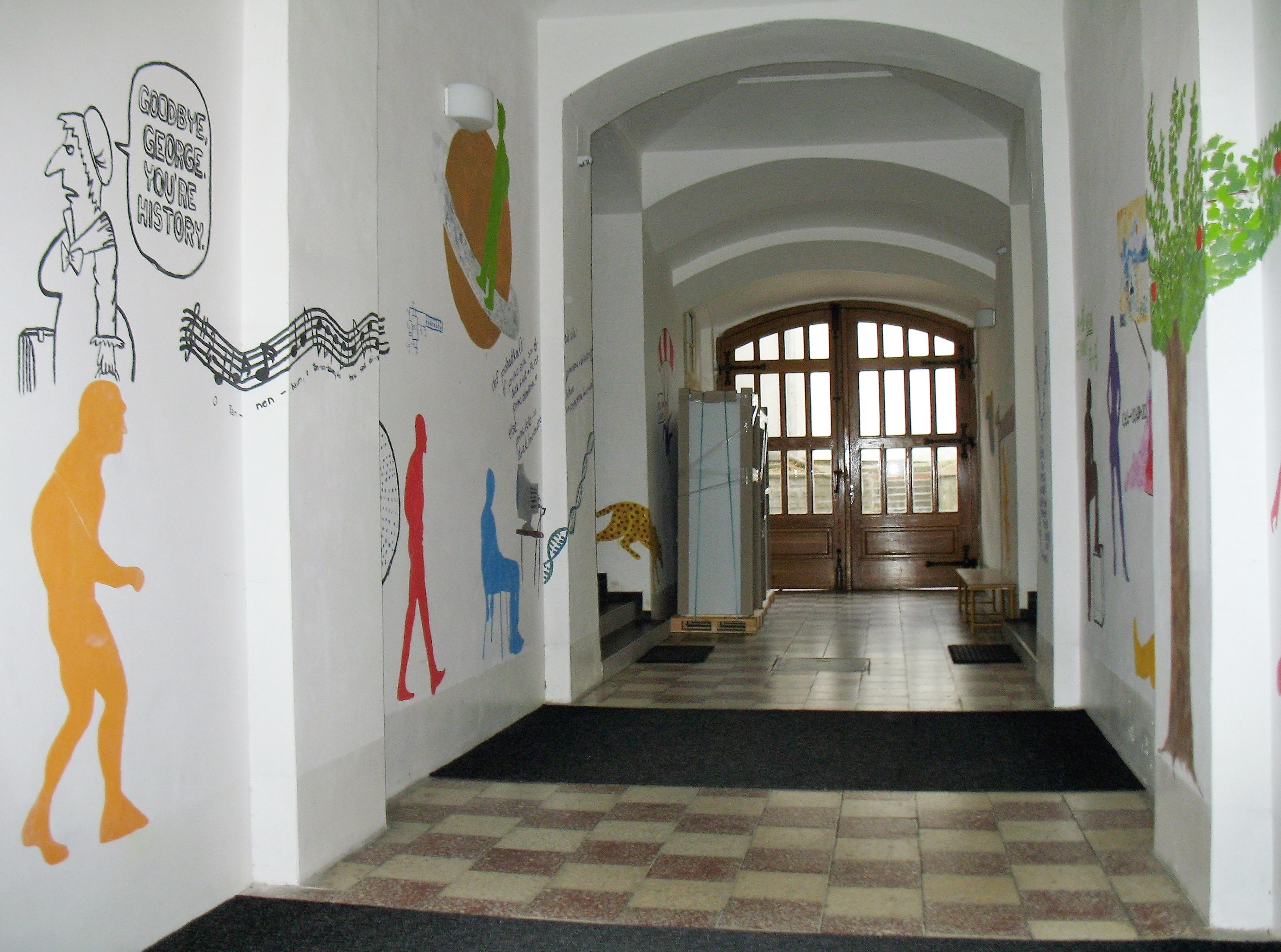
Vstupní chodba v přízemí
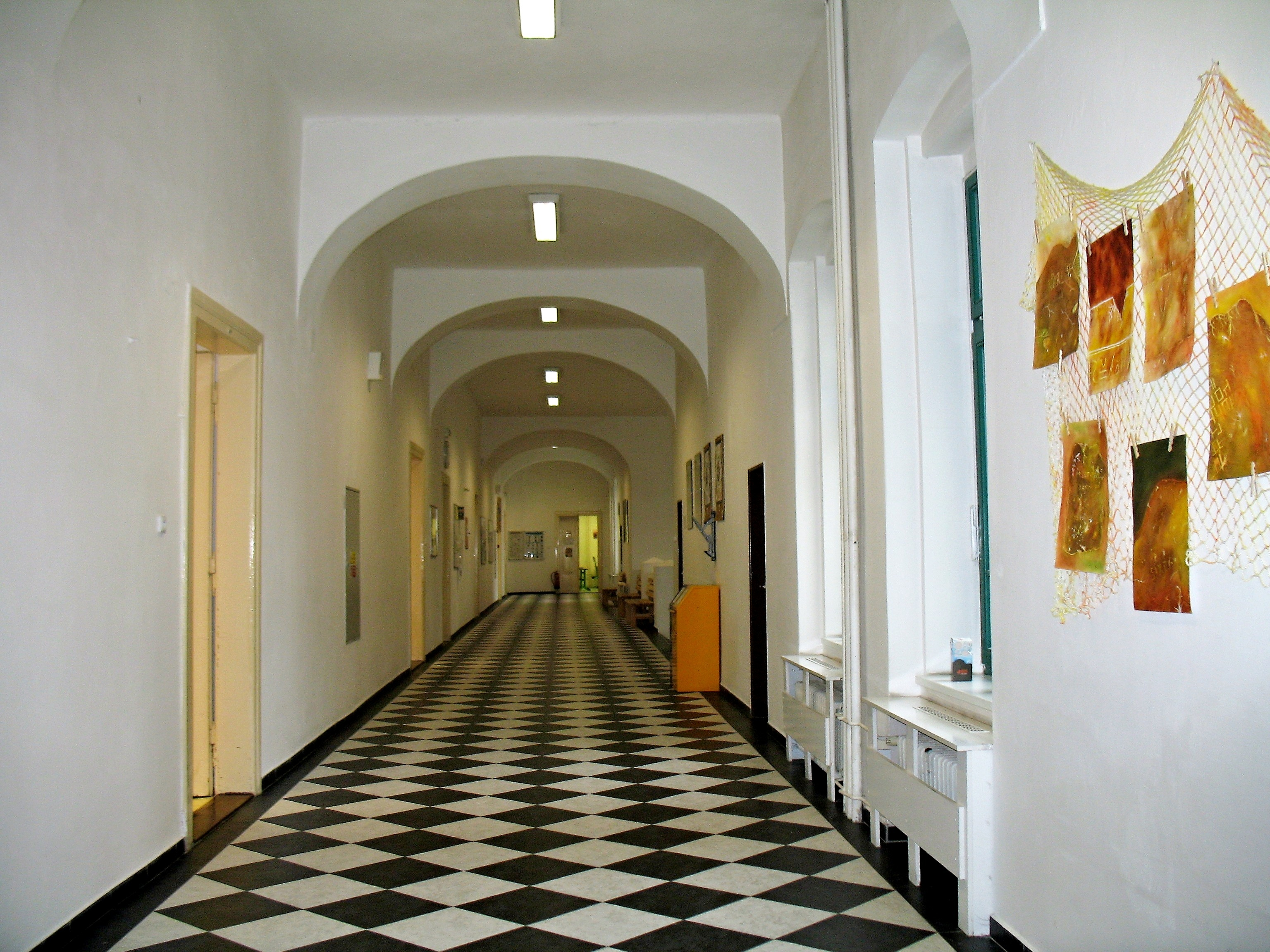
Chodba v 2. poschodí
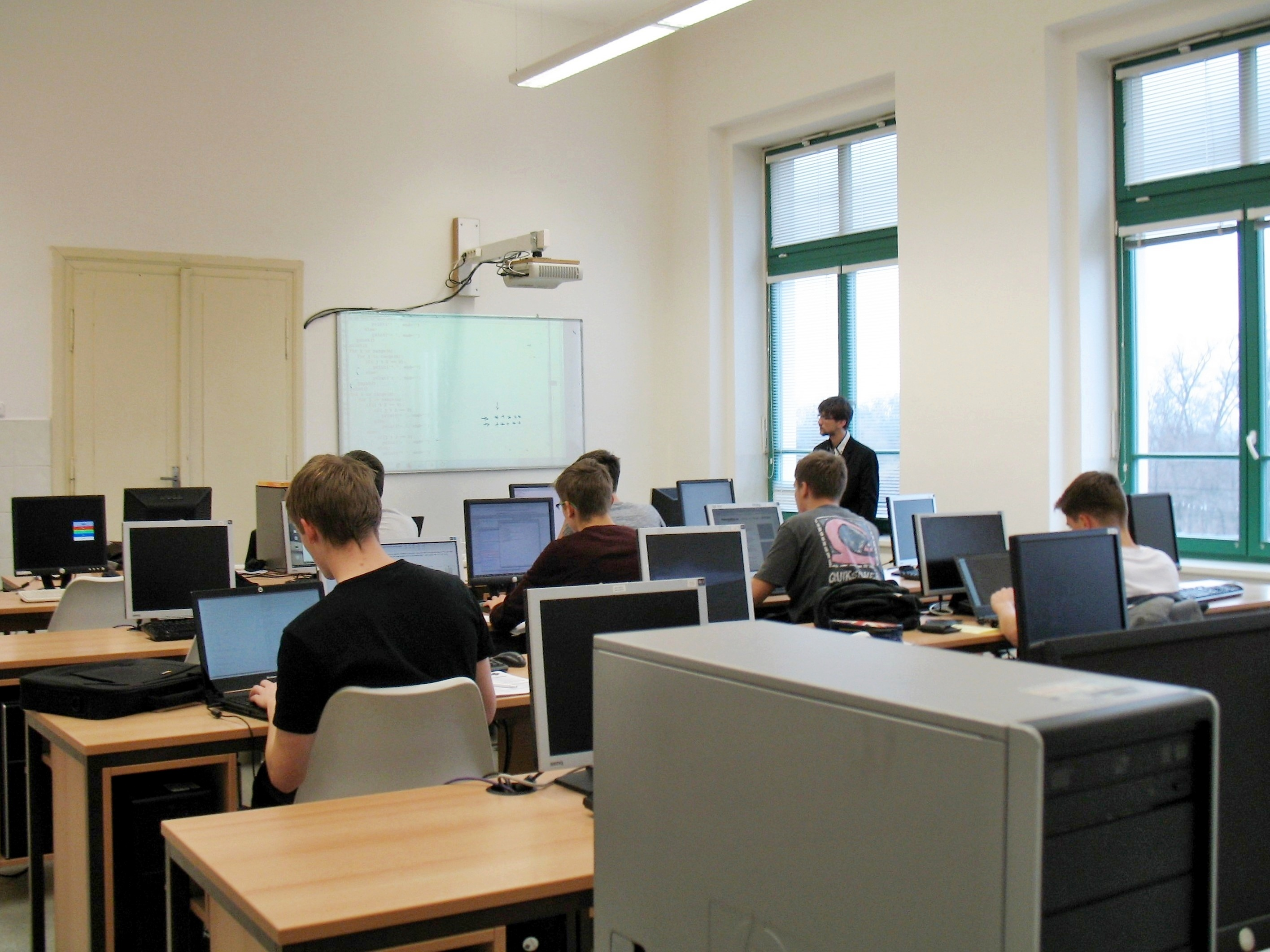
Počítačová učebna
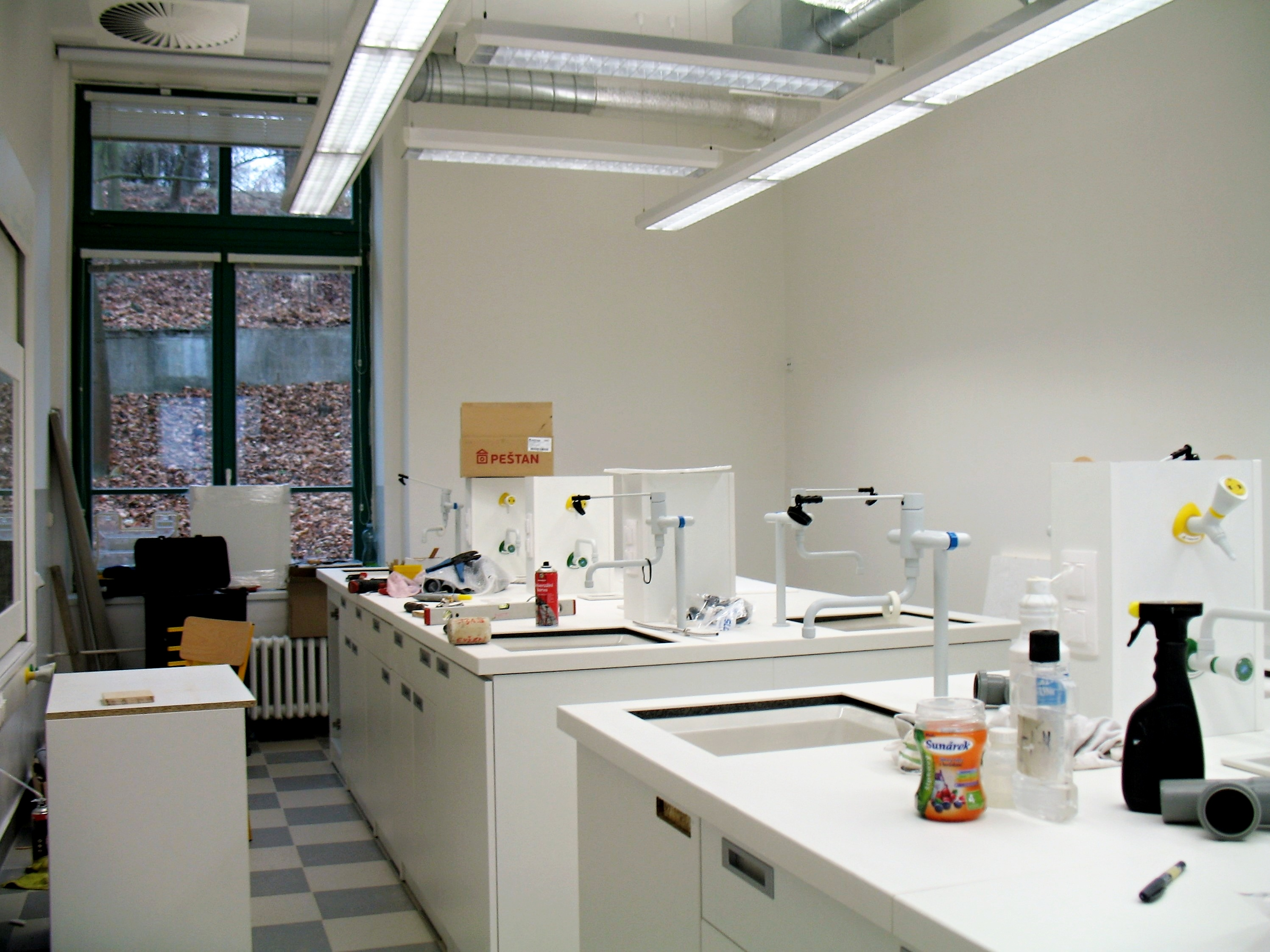
Laboratoř z roku 2018